# Barrage de Lijiaxia
 (novembre 2017).
Si vous disposez d'ouvrages ou d'articles de référence ou si vous connaissez des sites web de qualité traitant du thème abordé ici, merci de compléter l'article en donnant les références utiles à sa vérifiabilité et en les liant à la section « Notes et références ».
Le barrage de Lijiaxia est un barrage dans le Qinghai en Chine sur le fleuve Jaune. Il est associé à une centrale hydroélectrique de 2 000 MW. Sa construction a commencé en 1988, et s'est terminé en 1997.